# ساتنا (امور بانکی)
ساتنا سرنام عبارت سامانه تسویه ناخالص آنی می‌باشد که از آذر ۱۳۸۵ به منظور پوشش انتقالات بین‌بانکی الکترونیک راه‌اندازی شده است.
ساتنا سامانه‌ای الکترونیکی است که پردازش و تسویه تراکنش‌های بین‌بانکی و دستور پرداخت‌های فوری را به صورت انفرادی و آنی انجام می‌دهد؛ و جایگزین چک‌های رمزدار بین بانکی و اسکناس و چک‌های مسافرتی است.
به وسیله این سامانه از همان بانک مبدا بر خلاف روش قبلی آن، امکان واریز به (بانک‌های) دیگر فراهم شده است. به این ترتیب که ارباب رجوع دیگر نیاز به حواله بین‌ بانکی ندارد و از همان بانک مبدا وجوه خود را می‌تواند به بانک دیگر انتقال دهد.